# Chaudière à condensation

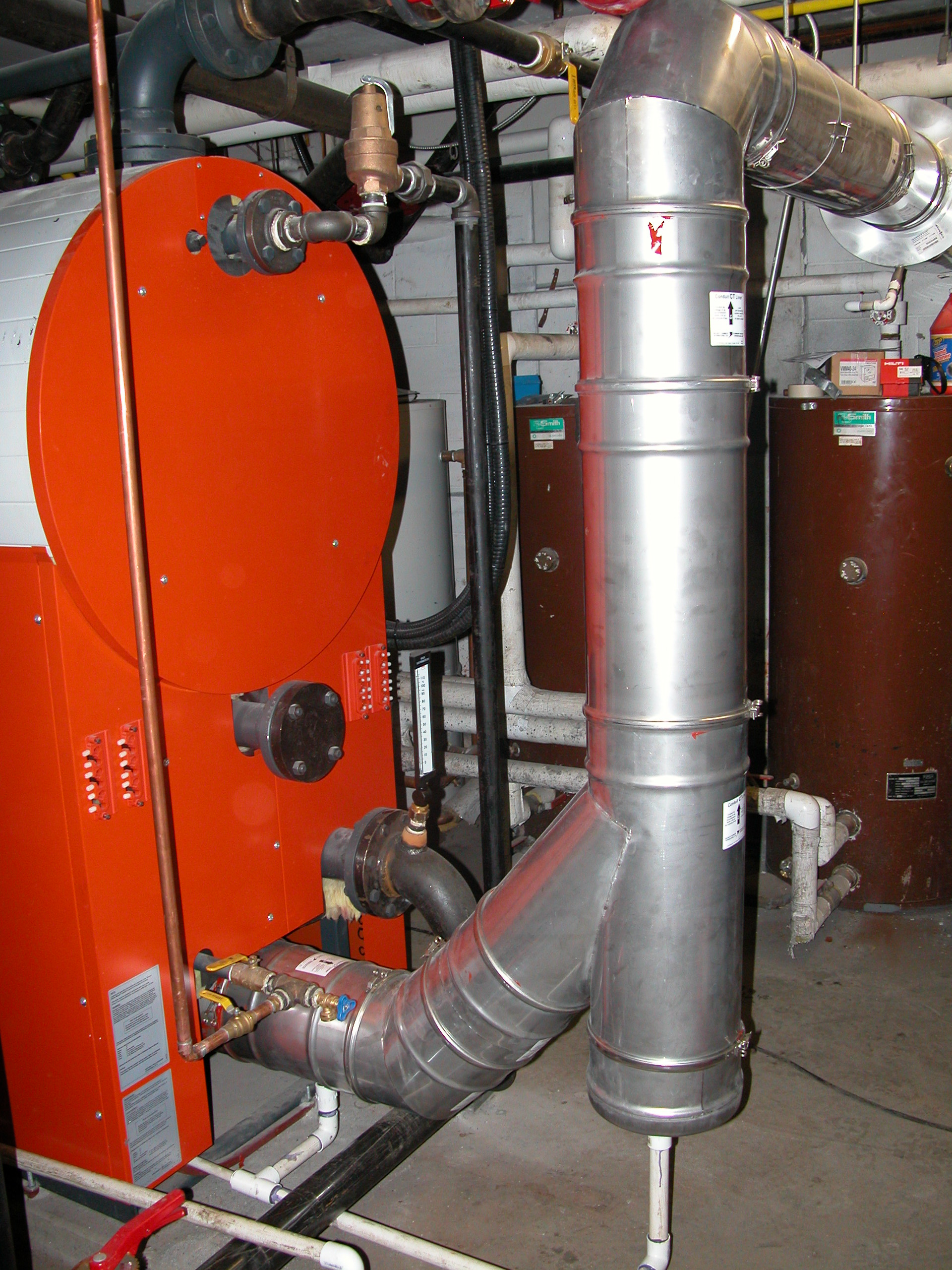
Une chaudière à condensation.

La chaudière à condensation est une chaudière ayant la particularité de tirer profit de la chaleur latente de la vapeur d'eau contenue dans les gaz d'échappement, en condensant ces vapeurs avant de rejeter l'eau sous forme liquide. Ainsi le rendement (rapport de l'énergie fournie au circuit d'eau chaude par la chaudière sur la chaleur émise lors de la combustion) peut théoriquement augmenter de 11 % du pouvoir calorifique inférieur (PCI) pour une chaudière au gaz et de 6 % du PCI d'une chaudière au mazout,.

## Principe
Dans une chaudière classique, même à haut rendement, les pertes thermiques de la chaudière se font principalement par les fumées : en premier lieu, par la température des fumées, qui est plus importante que celle de l'air de combustion, et d'autre part par la vapeur d'eau contenue dans ces fumées. L'eau contenue dans les fumées est issue de la réaction chimique de la combustion qui, si la chaudière est bien réglée, ne produit que de la vapeur d'eau et du dioxyde de carbone si le combustible ne contient que du carbone et de l'hydrogène, si l'air comburant ne contient pas de polluants participant à la combustion et si la température de combustion est suffisamment basse pour ne pas générer de NOx.
Lors du refroidissement de la vapeur d'eau, le passage de l'état gazeux à l'état liquide restitue de l'énergie, appelée chaleur latente de liquéfaction, qui serait perdue si la vapeur d'eau s'échappait dans l'atmosphère. Le rôle de la chaudière à condensation est donc de récupérer une partie de cette énergie, en condensant la vapeur d'eau des fumées d'échappement et de transférer cette énergie à l'eau du circuit de chauffage.
On utilise un échangeur condenseur dans lequel circule l'eau de retour chauffage à basse température . En se condensant, la vapeur d'eau libère de l'énergie (la chaleur latente de condensation) qui est récupérée par l'échangeur de la chaudière et transmise à l'eau de retour, sur le point de passer dans le corps de la chaudière où elle sera élevée à plus haute température pour alimenter le circuit de chauffage.
La vapeur d'eau des fumées d'une chaudière commence  à condenser lorsque leur temperature descend en dessous d'environ 55 °C pour une chaudière au gaz et 47,5 °C pour une chaudière au mazout. C'est à partir de cette température de condensation que le rendement commence à augmenter plus fortement, pour atteindre un maximum théorique de 110,9 % du PCI pour le gaz et 106,9 % pour le mazout,. Ce gain maximum théorique de 11 % du PCI pour le gaz et de 6 % du PCI pour le mazout ne pourrait cependant etre atteint qu'avec une température des fumées de 0 °C, ce qui n'arrive jamais. Le gain réel au niveau du rendement saisonnier pour le gaz se situe entre 6 et 9 % du PCI. La température des fumées dépend en effet de la température de retour de l'eau du chauffage, qui dépend elle-même de la température de départ ; celle-ci est plus élevée lorsque la température extérieure est plus basse. Les radiateurs doivent également être suffisamment dimensionnés pour autoriser une température de départ/retour faible.
Dans certaines conditions (type de chaudière, état général), il est possible d’adjoindre un récupérateur-condenseur à la chaudière existante, de façon à la « transformer » en chaudière à condensation, mais une étude de faisabilité et de rentabilité doit alors être réalisée par un spécialiste.
La chaudière à condensation est particulièrement adaptée au chauffage « basse température » ou « chaleur douce » .

## Publicité pour Chaudière à condensation

### En France
Pour mémoire, la publicité est une forme de communication de masse, dont le but est de fixer l'attention d'une audience cible (consommateur, utilisateur, usager, électeur, etc.) afin de l'inciter à adopter un comportement souhaité : achat d'un produit, élection d'une personnalité politique, incitation à l'économie d'énergie, etc.
Les chaudières à condensation sont souvent promues pour leur efficacité énergétique, leurs économies sur les factures de chauffage, et leur respect de l'environnement.

### Argument 1: réduire les factures de chauffage de 20 à 30% en euros
Les fabricants et les installateurs affirment souvent que les chaudières à condensation permettent de réduire les factures de chauffage de 20 à 30 % par rapport à une chaudière standard.
Une chaudière à condensation bien installée et utilisée dans les bonnes conditions (système de chauffage basse température et maison bien isolée) peut offrir des économies substantielles sur les factures énergétiques. L'utilisation efficace de la chaleur contenue dans les fumées permet de réduire la consommation de gaz pour un même confort de chauffage.
Mais les économies réelles peuvent être inférieures si la maison n'est pas bien isolée (les propriétaires changent souvent la chaudière sans faire d’investissement dans l’isolation de leur maison) ou si le système de chauffage continue à fonctionner à haute température (supérieures à 60-70°C) parce les propriétaires n’ont pas augmenté la taille des leurs radiateurs, ce qui empêche la condensation.
De plus, l’économie annoncée de 30 % se base généralement sur la comparaison avec des chaudières très anciennes (15 à 20 ans), dont le rendement est bien inférieur. Comparée à une chaudière récente non à condensation, les économies seraient plus proches de 10 % à 15 %.
L'argument ne traite que de la réduction des coûts du chauffage sans parler de la rentabilité du changement de chaudière comme le ferait une entreprise. Dans une entreprise l'investissement (achat pour un particulier) serait comparé avec la baisse de la facture de chauffage et par les frais évités d'entretien d'un chaudière ancienne.

### Argument 2: réduire les émissions de CO2
Les chaudières à condensation sont souvent promues comme une solution plus respectueuse de l'environnement, capable de réduire les émissions de CO2 grâce à une meilleure efficacité énergétique.
Les chaudières à condensation, en consommant moins de gaz pour un même niveau de chauffage, émettent effectivement moins de CO2 par rapport aux chaudières traditionnelles. La réduction des émissions est proportionnelle à l'économie de combustible réalisée, soit environ 10 à 30 % dans des conditions optimales. Leur performance environnementale dépend également de la qualité de l’isolation de la maison et de l’usage.
Il faut également tenir compte de l’impact de CO2 pour la fabrication d’une chaudière à condensation (estimé entre 1,5 et 3 tonnes) et du recyclage de l’ancienne chaudière à gaz ((estimé entre 0,1 et 0,3 tonnes).
Enfin, l’effet rebond direct  ou indirect peut réduire la réduction des émissions de C02. Il est possible que la perception d’un cout énergétique moindre incite à réduire la vigilance vis à vis de sa consommation et annule le gain de CO2 voir les économies attendues. Ces mêmes économies pouvant être utilisés dans des activités fortement productrices de C02.

### Argument 3: facile à installer et compatible avec les installations de chauffage existantes
Il est souvent affirmé que la chaudière à condensation est facile à installer et qu’elle est compatible avec les installations de chauffage existantes, ce qui permet de la remplacer sans changer tout le système de chauffage.
Les chaudières à condensation peuvent être installées sur des systèmes de chauffage existants, que ce soit avec des radiateurs ou un plancher chauffant. Cela simplifie le processus de remplacement, notamment dans les maisons équipées de radiateurs haute température.
Mais si la chaudière est installée dans un système de chauffage haute température, son rendement sera bien inférieur à celui annoncé. Pour bénéficier pleinement des avantages de la condensation, il peut être nécessaire de remplacer les radiateurs par des modèles à basse température ou d'installer un plancher chauffant, ce qui peut augmenter le coût total de l'installation. L'installation de conduits d'évacuation spécifiques peut aussi être nécessaire, car les chaudières à condensation produisent de l'eau de condensation légèrement acide qui doit être évacuée dans les eaux usées, et parfois neutralisée dans certaines situations.

## Rendement
Le rendement PCI (pouvoir calorifique inférieur) de la chaudière est le rapport entre l'énergie dégagée par la chaudière (sous forme de chaleur) et celle fournie par la combustion (sous forme chimique par les combustibles ). Il ne prend pas en compte la chaleur latente de liquéfaction de la vapeur d'eau émise par la chaudière, c'est-à-dire l'énergie que dégagerait la condensation de cette vapeur d'eau lorsqu'elle retourne à sa forme liquide (telle qu'elle est entrée dans la chaudière). À l'inverse, cette énergie de vaporisation est intégrée dans le calcul du rendement selon le pouvoir calorifique supérieur (PCS) – qui est d'usage plus courant dans certains pays tels les États-Unis. Jusqu'aux années 1990, en particulier en France, on ne se préoccupait guère de la chaleur récupérable dans la vapeur d'eau des gaz de combustion, c'est pourquoi on utilisait le rendement PCI, qui permet d'afficher des chiffres plus élevées qu'avec le calcul PCS. Le rendement PCI est aujourd'hui encore le plus communément exprimé.
Les apports de chaleur latente de condensation s'ajoutant à la quantité d'énergie calorique, le rendement PCI d'une chaudière à condensation peut donc dépasser 100 %. Les modèles actuels atteignent en effet des rendements d'environ 102 à 109 %. Ce type de chaudière est donc plus efficace qu'une chaudière « traditionnelle » (sans condensation), néanmoins si l'on prend en compte l'intégralité du cycle énergétique, selon le rendement PCS, l'efficacité d'une chaudière à condensation est d'environ 90 %.
Les chaudières à condensation injectent dans le circuit de chauffe une part de l'énergie des gaz de combustion alors que les autres types de chaudières évacuent vers la cheminée, en pure perte, des gaz de combustion dont la température atteint parfois 300 °C, alors qu'en les refroidissant grâce à un condenseur une part de l'énergie qu'ils transportent est récupérée, ce qui a pour effet de :
- Réduire la température des gaz évacués à une température inférieure à 70 °C;
- Augmenter le rendement global de la chaudière.

En théorie cela réduit la consommation de 6 % d'une chaudière à condensation alimentée en fioul, et de 11 % lorsque le combustible est du gaz (rapport PCS/PCI). En réalité ces réductions sont, respectivement, d'environ 4 % et 8 %[réf. nécessaire] car le rendement d'une chaudière à condensation est plus élevé lorsque la température du caloporteur retournant à la chaudière est basse, c'est-à-dire entre 40 et 50 °C, donc que la température des gaz est proche du point de rosée, l'efficacité du condenseur étant alors maximale.

## Étiquette énergétique
Depuis le 26 septembre 2015, en application des Règlements délégués de la Commission européenne no 813/2013 du 2 août 2013 et 811/2013 du 18 février 2013, issus de la directive-cadre européenne Éco-conception, plus communément appelée directive Ecodesign, ainsi que la directive sur l’étiquetage énergétique s’appliquant aux équipements de chauffage et de production d’eau chaude sanitaire, définissent de nouveaux seuils de performance à atteindre et les caractéristiques de nouvelles étiquettes énergie.
Dans ce cadre, l’association Coénove a comparé les nouvelles étiquettes énergétiques des principales solutions de chauffage et d’eau chaude sanitaire. Il en ressort que des technologies comme la condensation et le couplage « Gaz + Energies Renouvelables » vont constituer des solutions très attractives pour l’utilisateur final, tant en matière de performance énergétique que de coût.
Au-delà de la condensation classée en A, l’émergence du couplage de ce produit avec le solaire thermique pour produire l’eau chaude sanitaire, ou certaines régulations performantes , des chaudières « hybrides » couplant deux technologies (condensation et pompe à chaleur) permettent de viser des niveaux de performance A+. La Pompe à Chaleur gaz à absorption, ou PAC gaz, technologie utilisant les énergies renouvelables, ou la cogénération bénéficieront respectivement d'une étiquette A++ et d'une étiquette A+. Des solutions gaz performantes (meilleur rapport coût/performance) sont donc immédiatement disponibles classées en A, A+ et A++, soit parmi les notes les plus élevées.
Le schéma ci-contre présente une estimation du classement des principaux équipements de chauffage selon l’étiquette énergétique réalisée par Coénove.

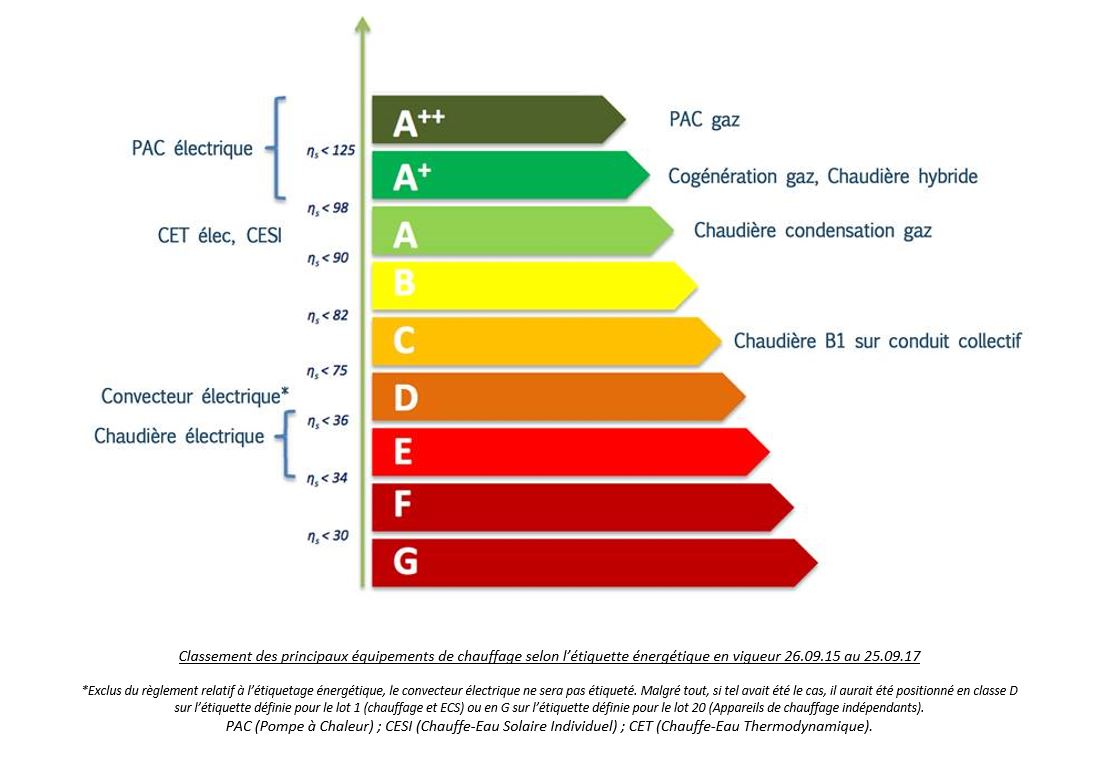
Classement des principaux équipements de chauffage selon l'étiquette énergétique en vigueur du 26/09/15 au 25/09/17

Prochainement[Quand ?], la Commission européenne envisage de réviser la directive Labelling 2010/30/UE pour la modifier en un règlement qui introduirait un étiquetage simplifié de A à G en supprimant les classes A+, A++ et A+++.
Cette simplification est fondée sur l’expérience des produits blancs pour lesquels l’étiquetage, s’applique depuis 1992 pour un grand nombre de produits et où les produits sont concentrés dans les classes les plus élevées ce qui dissuade les fabricants de poursuivre l'innovation et ne constitue plus une incitation pour les consommateurs.

## Conditions de placement d'une chaudière à condensation
- Disposer d'une évacuation pour des condensats acides (HCO3), voire très acides dans les cas du mazout[N 7],[9]
- Avoir une température de retour la plus froide possible pour optimiser la condensation[10]
- Radiateurs surdimensionnés voire chauffage au sol car il faut une température d'eau de retour la plus basse possible[N 8] donc une température d'eau chaude aussi basse que possible[11]
- Tubage de cheminée en plastique ou en inox, car les condensats coulent dans le conduit lors de l'évacuation des gaz, car leur température est relativement basse ; ou, si le tubage de la cheminée est trop onéreux ou difficile, utilisation d'une ventouse concentrique pour évacuer les fumées au centre et aspirer l'air de combustion,
- Éviter l'eau chaude instantanée car ne permettant pas l'utilisation de la condensation et oblige à prendre une chaudière surdimensionnée d'où le biais actuel de la micro-accumulation[12]
- L'évacuation doit être suffisante, parfois avec une pompe de refoulement si les égouts ne sont pas disponibles à hauteur de l'évacuation car la chaudière peut produire jusqu'à un litre d'eau par mètre cube de gaz ou par litre de mazout consommé.

## Conditions d'utilisation d'une chaudière à condensation
Afin d'obtenir un rendement optimal, l'installation doit être faite en respectant les conditions suivantes : 
- Sonde extérieure mise en un lieu ni exposé au soleil ni au grand vent, ni dans un courant d'air froid et humide[13]
- Sonde intérieure, qui est contenue dans le thermostat et qui servira de point de référence, dans une pièce à la température stable ou qui est représentative de la maison donc pas au soleil ni dans un courant d'air,
- L'utilisation des vannes thermostatiques doit être privilégiée pour répondre au besoin de dissiper la chaleur de manière optimale, notamment dans le cas où des  températures très différentes d'une pièce à l'autre sont désirées[10],

Le principe de la chaudière à condensation est d'avoir le retour le plus froid possible, le circuit de chauffe doit donc être adapté ou compatible avec cette idée car le retour doit être inférieur à 55 °C et si possible de l'ordre de 30 °C. Une chaudière à condensation est donc optimisée quand elle entretient la température du bâtiment grâce à une eau tiède de 35 à 40 °C et beaucoup moins quand elle doit faire remonter la température du bâtiment. Le rendement d'une chaudière est également d'autant moins élevé que sa température d'eau de chauffe est haute, la chaudière à condensation est donc idéalement utilisée comme une chaudière à basse température même si elle peut être utilisée comme une chaudière classique. La chaudière à condensation donne son meilleur rendement lorsqu'elle est utilisée en continu selon une loi d'eau bien ajustée, avec des auto-équilibres d'autant plus performants qu'il n'y a pas de variation trop brusque de température. Ce système répond donc mal aux attentes de consommateurs qui souhaiteraient avoir des périodes de chauffe uniquement le matin et le soir pendant leurs heures de présence. Il en est de même pour la production d'eau chaude, la production d'eau chaude instantanée ne donne pas le temps à la condensation de se faire tandis que la production avec ballon d'eau chaude le permet. La micro-accumulation est un compromis qui permet d'éviter de surdimensionner une chaudière à condensation uniquement si l'on évite le besoin de la production d'eau chaude instantanée.
Gains observés :
- jusqu'à 30 % par rapport à une chaudière classique avec utilisation on/off ou thermostat très contrasté et pas de présence ni de chauffe en continu ;
- jusqu'à 50 % par rapport à une chaudière classique avec thermostat précis, présence continue et température de 15 à 16 °C exigée la nuit et 22 à 24 °C le jour ;
- communément 10 % par rapport à une chaudière HR+ ;
- communément 10 % par rapport à une chaudière basse température moderne.

L'allumage étant électronique, il y a un gain par rapport aux systèmes comportant une veilleuse qui peut consommer plus de 100 l par an sur les anciennes chaudières.

## La chaudière à granulés à condensation
La technologie des chaudières à condensation est aussi utilisée dans certaines chaudières à granulés.
Comme les autres chaudières à condensation, l'amélioration du rendement de la chaudière réduit la consommation de combustible. Cette consommation moindre de combustible entraîne mécaniquement une réduction des émissions polluantes par rapport aux chaudières à granulés traditionnelles. L'échangeur condenseur fait également office de « filtre à particules » original : l'eau vapeur liquéfiée forme des gouttelettes autour des particules présentes dans les fumées de combustion ; les gouttelettes avec leurs particules ainsi piégées forment des condensats qui sont évacués vers les eaux usées, d'où, selon le concepteur de ce type de chaudière, une réduction supplémentaire des rejets de particules dans l'atmosphère.
|                                             | Rendement   | Poussières |
| ------------------------------------------- | ----------- | ---------- |
| Petites chaudières à pastilles (granulés,). | 85 %        | 30 mg/MJ   |
| Chaudière automatique avec filtre           | 80 %        | 5 mg/MJ    |
| Chaudière à granulés à condensation         | non précisé | 2 mg/MJ    |

## Impact économique et environnemental de la chaudière à condensation

### Scénario en rénovation résidentiel individuel
Pour la France, l'Agence de l'environnement et de la maîtrise de l'énergie (ADEME) a publié le 4 décembre 2014 un avis sur les performances des différents systèmes de chauffage. Ce document passe en revue les performances énergétiques, environnementales et économiques de différents systèmes de chauffage existants. Selon cette source, la chaudière à condensation fait partie des modes de chauffage les plus intéressants économiquement, avec un coût global annualisé de 2 495 euros sur quinze ans du chauffage d’une maison de 120 m2 construite entre 1975 et 1981 en zone climatique H1.
L'association Coénove, fondée pour promouvoir le recours au gaz dans le bâtiment, a réalisé une étude des coûts des principales solutions de chauffage dans les logements existants. Parmi les meilleures solutions chauffage + eau chaude sanitaire, le gaz se positionne selon elle comme l'énergie la plus compétitive et la chaudière à haute performance est la solution qui présente l’optimum économique en coût global annualisé sur quinze ans.
En outre, la chaudière à condensation peut être facilement couplée aux énergies renouvelables[réf. nécessaire] avec par exemple l’énergie solaire thermique. Ce type de générateur permet de satisfaire aux exigences[réf. nécessaire] de la règlementation thermique (RT 2012) visant à réduire les consommations énergétiques et les émissions de gaz à effet de serre et à encourager le développement de nouvelles technologies.

### Scénario en rénovation du parc de logements
Le secteur du bâtiment présente un vrai potentiel de réduction des gaz à effet de serre. En effet, le parc résidentiel en France compte pour 60 millions de tonnes de CO2 (environ 16 % des émissions totales). Une étude menée par l’association Coénove affirme qu’une réduction significative des émissions des logements peut être réalisée grâce à la rénovation du système de chauffage dans le parc résidentiel en favorisant le recours à la chaudière à condensation. Un scénario comprenant 40% de chaudières à condensation sur l’ensemble du parc permettrait de réduire de 17 à 18 millions de tonnes les émissions de CO2 des logements d’ici 2030, ce qui représente 80 % de l’objectif à atteindre.
En revanche, selon l'étude de l'Agence de l'environnement et de la maîtrise de l'énergie (ADEME) de 2014 déjà citée, les chaudières à condensation sont les systèmes émettant le plus de dioxyde de carbone, avec un rapport de 8 contre 1 si l'on compare à des chaudières bois ou à des pompes à chaleur sol/eau.

## Avantages fiscaux
Les bonnes performances énergétiques des chaudières à condensation ont conduit les gouvernements français et belge à adopter des mesures fiscales incitatives, dont les critères d'application varient au fil des ans. En Wallonie, il s'agit de primes ou de réductions du revenu imposable,. En France, il y a une combinaison de crédits d'impôts, et de mesures d'aide au financement via des certificats d'économies d'énergie introduits par la loi Programmation des orientations des politiques énergétiques (POPE).